# José Antonio Hervás
José Antonio Hervás Rivas (Miguelturra, Ciudad Real, España, 7 de abril de 1949) es un exfutbolista español que se desempeñaba como defensa.

## Clubes
| Club           | País   | Año       |
| -------------- | ------ | --------- |
| Hércules C. F. | España | 1973-1982 |